# Stereophyllum leptostegium
Stereophyllum leptostegium là một loài Rêu trong họ Stereophyllaceae. Loài này được (Hampe) A. Jaeger miêu tả khoa học đầu tiên năm 1880.